# Paul Platen
Max Paul Platen (* 26. September 1890 in Eilenburg; † 17. August 1964 in Leipzig) war ein deutscher Geograph und Heimatforscher.

## Leben
Paul Platen war Sohn des Lehrers und Kantors Max Platen und der Margarethe geb. Geißler. Nach dem Besuch einer Bürgerschule und des Realgymnasiums in seiner Heimatstadt nahm er an der Universität Leipzig ein Studium der Geographie auf. 1913 wurde er ebenda mit der Arbeit Die Herrschaft Eilenburg von der Kolonisationszeit bis zum Ausgang des Mittelalters: Ein Beitrag zur Siedelungskunde und Verfassungsgeschichte des ostsaalischen Mittellandes zum Dr. phil. promoviert. Auf diese Arbeit aufbauend erschien 1923 in Zusammenarbeit mit dem Eilenburger Superintendenten Wilhelm Büchting das Werk Geschichte der Stadt Eilenburg und ihrer Umgebung als bis heute wichtiges Standardwerk zur Eilenburger Heimatgeschichte.
Platen arbeitete zunächst als Lehrer, zuletzt Oberstudienrat in Leipzig, wurde später Oberstudiendirektor an der Leibnizschule in Leipzig. Darauf folgte eine Tätigkeit an der Universität Leipzig in der Ausbildung von Lehrern im Fach Geographie bis zum Jahr 1946. 1953 erhielt er einen Lehrauftrag im Fach Geographie an der Leipziger Universität. Im selben Jahr war er Gründungsmitglied der Geographischen Gesellschaft der DDR und gehörte fortan deren Vorstand an. 1957 übernahm er die wissenschaftlich-redaktionelle Betreuung des Informationsdienstes Regionale Geographie am Deutschen Institut für Länderkunde, wo er mehr als 3000 Rezensionen veröffentlichte. In den 1950er Jahren erschienen zwei von ihm verfasste Reiseführer im Verlag Bibliographisches Institut F. A. Brockhaus. Verschiedene seiner wissenschaftlichen Schriften wurden 1998 in der Publikation Zur Siedlungsgeschichte des Leipziger Raumes aus der Reihe Jahrbuch für historische Landeskunde und Kulturraumforschung eingearbeitet.
Platen starb 1964 im Alter von 73 Jahren in Leipzig. Sein Nachlass, der unter anderem Manuskripte über historische Persönlichkeiten und zu Länderkunden Europas und Asiens sowie Arbeitsmaterialien zur Geschichte und Geographie Sachsens und des Bitterfelder Raumes beinhaltet, befindet sich im Archiv für Geographie des Leibniz-Instituts für Länderkunde in Leipzig.

## Schriften
- Die Herrschaft Eilenburg von der Kolonisationszeit bis zum Ausgang des Mittelalters: Ein Beitrag zur Siedelungskunde und Verfassungsgeschichte des ostsaalischen Mittellandes. Phil. Diss., C. W. Offenhauer Eilenburg, 1913
- Geschichte der Stadt Eilenburg und ihrer Umgebung: Ein Heimatbuch für Haus und Schule. C. W. Offenhauer Eilenburg, 1923
- Vom „Roten Haus“ zum „Eisenhammer“. Leipzig 1936
- Dübener Heide. VEB Bibliographisches Institut F. A. Brockhaus, Leipzig 1954 bis 1971, in fünf Auflagen
- Wurzen und die Hohburger Berge. VEB Bibliographisches Institut F. A. Brockhaus, Leipzig 1957